# 英格蘭開局
英格蘭開局是國際象棋開局側翼開局的一種，走法為：
1.c4